# Autostrada A4 (Franța)
În Franța, autostrada A4 deservește suburbia estică a Parisului. Traversează, pe o axă est-vest, orașul nou Marne-la-Vallée, la fel ca linia A a RER-ului, și permite accesul la complexul de agrement Disneyland Paris. Ulterior, deservește Reims, apoi Metz, pentru a se încheia la Strasbourg. Prin extensiile sale, se conectează la Germania și, în special, la Germania de Sud.
Autostrada A4 este administrată de DiRIF de la Paris-Porte de Bercy până la Noisy-le-Grand, unde este complet gratuită. Restul autostrăzii A4 este în mare parte concesionat către SANEF, până la Strasbourg, unde devine cu taxă. Contractul de concesiune este valabil până la 31 decembrie 2032. Autostrada este acoperită de postul de radio 107.7 FM. Pe ultimii săi kilometri, A4 este administrată de Eurometropola Strasbourg.

## Istoric
Construcția autostrăzii a început la începutul anilor 1970, în apropierea Parisului. O primă secțiune a fost deschisă traficului între Porte de Bercy și Joinville-le-Pont în 1974. Treptat, celelalte secțiuni, de la Joinville până la est de Metz, au fost date în folosință în 1975 și 1976.
Fostele autostrăzi A32 (Metz-Freyming-Merlebach) și A34 (Merlebach-Strasbourg) au fost integrate în A4 în anul 1982.
Secțiuni și date de deschidere:
- Porte de Bercy - Saint-Maurice: prima bandă 1974, a doua bandă 1975.
- Saint-Maurice - Joinville-le-Pont: prima bandă 1974, a doua bandă 1975.
- Joinville - Coutevroult: 20 octombrie 1976, după o luptă locală pentru a evita implementarea unei secțiuni cu taxă în suburbia apropiată.
- Coutevroult - Bouleurs: 1975.
- Bouleurs - Château-Thierry: 1976.
- Château-Thierry - Tinqueux: 1975.
- Tinqueux - Les Islettes: 1976.
- Les Islettes - A31: 1975.
- A31 - Metz-est: 1976.
- Metz-est - Merlebach: 1971 (fostă A32).
- Merlebach - Mundolsheim: 1976 (fostă A34).
- Mundolsheim - Strasbourg: 1972 (fostă A34).

Alte evenimente importante:
- Autostrada A86: Tronson comun cu A4 între Champigny-sur-Marne și Saint-Maurice (Val-de-Marne).
- Dispozitiv de exploatare dinamică: Implementare pentru reducerea congestiei la joncțiunea A4/A86 în 2005.
- Centura de colire sudică a orașului Reims: Finalizată în 2010.
- Eliminarea dispozitivului de exploatare dinamică: 2018.
- Eliminarea intersecțiilor de fluxuri principale: A86 interior nord spre A4 provincie, cu toate traficele de suprafață, inclusiv intrarea spre A4 Paris și Créteil, în 2019.
- Declasificarea porțiunii Reichstett / Strasbourg - Place de Haguenau: Transformată în ruta metropolitană M35, în 2021.

A4, cu o lungime de 482 km, este a treia cea mai lungă autostradă din Franța, după A10 cu 557 km și A89 cu 544 km. Pe parcursul integral al traseului (Strasbourg-Paris), existau opt puncte de taxare înainte de darea în folosință a variantei ocolitoare sudice a orașului Reims, care a eliminat de pe traseul principal barierele de la Dormans (la vest de Reims) și Taissy (la est de Reims). Pe ruta dintre Paris și Metz, nu mai există bariere intermediare între Montreuil-aux-Lions și Beaumont.
Darea în folosință a variantei ocolitoare a orașului Reims și declasificarea porțiunii strasburgheze a autostrăzii justifică renumerotarea ieșirilor situate între Reims și Strasbourg, efectuată de concesionar în octombrie 2021.

## Traseu
| De la Boulevard Périphérique Paris până la ieșirea 8; secțiune gratuită, neconcesionată, administrată de DIR Île-de-France. | |                      |
| Intersecție | Nod rutier între Boulevard Périphérique și A4: A6 (Bordeaux, Lyon), A13 (Rouen), Aeroportul Paris–Orly, Paris-Porte de Bercy, Paris-Quai d'Ivry; A1 și A3 (Lille), Aeroportul Internațional Paris–Charles de Gaulle. | A6 A13 A1 A3         |
| Paris-centre | Oraș deservit: Paris-centru. |                      |
| A4 E50 | |                      |
| | Trecerea din Paris în departamentul Val-de-Marne. |                      |
| 1 - Ivry-sur-Seine | Oraș deservit: Ivry-sur-Seine (nod rutier parțial). | RD154                |
| 2 - Charenton | Orașe deservite: Charenton-le-Pont-centru, Charenton-le-Pont-Bercy (nod rutier parțial). |                      |
| 3 - Maisons-Alfort | Orașe deservite: Maisons-Alfort, Alfortville, Saint-Maurice, Charenton-le-Pont-Gravelle. | RD6 RD19 RD103 RD214 |
| Intersecție | Nod rutier între A86-sud și A4: A6 (Lyon) și A10 (Bordeaux, Nantes), Versailles, Sénart, Créteil, Maisons-Alfort. | A86 A6 A10           |
| 4 - Joinville | Orașe deservite: Saint-Maur-des-Fossés, Joinville-le-Pont (nod rutier parțial). | RD4                  |
| | Limitare la 90 km/h (sens Paris > Strasbourg). |                      |
| | Trecerea din Val-de-Marne în departamentul Paris. |                      |
| | Limitare la 90 km/h (sens Strasbourg > Paris). |                      |
| 4 - Joinville | Orașe deservite: Saint-Maur-des-Fossés, Joinville-le-Pont (nod rutier parțial). | RD86                 |
| | Trecerea din Paris în departamentul Val-de-Marne. |                      |
| | Viaductul Marne. |                      |
| | Limitare la 90 km/h (sens Paris > Strasbourg). |                      |
| Intersecție | Nod rutier între A86-nord și A4: A1 (Lille), Bobigny, Fontenay-sous-Bois, Le Perreux-sur-Marne (nod rutier parțial).                                                                                                 | A86 A1               |
| 5 - Nogent-sur-Marne | Orașe deservite: A86 ( A1 - Bobigny, Fontenay-sous-Bois), Champigny-sur-Marne, Nogent-sur-Marne, Le Perreux-sur-Marne, Champigny-sur-Marne-La Fourchette.                                                            | RN486 RD145 A86 A1   |
| | Tunelul André Dreyer. |                      |
| 6 - Bry-sur-Marne | Orașe deservite: Champigny-sur-Marne-centru, Bry-sur-Marne (nod rutier parțial). | RD3 RD130            |
| | Limitare la 90 km/h (sens Strasbourg > Paris). |                      |
| | Tunelul Champigny. |                      |
| 8 - Porte de Paris | Orașe deservite: Marne-la-Vallée-Porte de Paris, Noisy-le-Grand-centru, Noisy-le-Grand-Mont d'Est, Bry-sur-Marne, Villiers-sur-Marne, Centre comerciale.                                                             | RD33                 |
| De la ieșirea 8 la ieșirea 14; secțiune gratuită concesionată către Sanef.                                                  | |                      |
| 9 - Noisy-le-Grand-centre                                                                                                   | Oraș deservit: Noisy-le-Grand-centru (nod rutier parțial). | RD75                 |
| 10 - Cité Descartes | Orașe deservite: Chelles, Marne-la-Vallée-Cité Descartes, Champs-sur-Marne, Noisy-le-Grand-Richardets. | RD970                |
| | Trecerea din departamentul Val-de-Marne în departamentul Seine-et-Marne. |                      |
| Intersecție | Nod rutier între RN104, D499 și A4: A5 (Lyon, Troyes) și A10 (Bordeaux, Nantes), Nancy, Évry, Sénart, Marne-la-Vallée (Val Maubuée-centru), Pontault-Combault, Émerainville; Noisiel, Torcy.                         | RN104 RD499 A5 A10   |
| 10.1 - Val Maubuée-sud | Orașe deservite: Marne-la-Vallée (Val Maubuée-sud), Lognes, Croissy-Beaubourg, Z.A. Pariest. | RD10p                |
| | Limitare la 110 km/h (sens Strasbourg > Paris). |                      |
| Intersecție | Nod rutier între A104 și A4: A1 (Lille), Aeroportul Internațional Paris–Charles de Gaulle, Lagny-sur-Marne, Marne-la-Vallée (Val Maubuée-centru), Collégien, Centru comercial.                                       | A104 A1              |
| Collégien-Z.A. | Orașe deservite: Gretz-Armainvilliers, Tournan-en-Brie, Collégien-Z.A. (nod rutier parțial). | RD471                |
| 12 - Val de Bussy | Orașe deservite: Marne-la-Vallée-Val de Bussy, Collégien, Bussy-Saint-Georges, Ferrières-en-Brie. | RD35                 |
| | Zone de servicii: Ferrières (sens Paris > Strasbourg); Bussy-Saint-Georges (sens Strasbourg > Paris). |                      |
| 12.1 - Val d'Europe | Orașe deservite: Marne-la-Vallée-Val d'Europe, Montévrain, Centru comercial regional (nod rutier parțial). | RD345                |
| 13 - Serris | Orașe deservite: Provins, Marne-la-Vallée-Val de Lagny, Serris. | RD231                |
| 14 - Bailly-Romainvilliers                                                                                                  | Orașe deservite: Marne-la-Vallée-Val d'Europe, Bailly-Romainvilliers, Disneyland Paris, Centru comercial regional.                                                                                                   | RD344p               |
| De la ieșirea 14 la ieșirea 15; secțiune cu taxă în sistem deschis, concesionată către Sanef.                               | |                      |
| | Punctul de taxare Coutevroult. |                      |
| 15 - Coutevroult | Orașe deservite: Provins, Melun, Fontenay-Trésigny, Coutevroult, (nod rutier parțial). | RD1036               |
| De la ieșirea 15 la A140; secțiune gratuită concesionată către Sanef.                                                       | |                      |
| 16 - Crécy-la-Chapelle | Orașe deservite: Coulommiers, Esbly, Crécy-la-Chapelle, (nod rutier parțial). | RD934                |
| Intersecție | Nod rutier între A104 și A4: Meaux, Crécy-la-Chapelle, Quincy-Voisins. | A104                 |
| De la A140 la ieșirea 32; secțiune cu taxă în sistem închis, concesionată către Sanef.                                      | |                      |
| | Zone de odihnă: Vaucourtois (sens Paris > Strasbourg); Prévilliers (sens Strasbourg > Paris). |                      |
| 18 - Saint-Jean-les-Deux-Jumeaux                                                                                            | Orașe deservite: Meaux, Trilport, La Ferté-sous-Jouarre, Saint-Jean-les-Deux-Jumeaux. | RD603                |
| | Pod peste râul Marne. |                      |
| | Zone de servicii: Ussy-sur-Marne (sens Paris > Strasbourg) ; Changis-sur-Marne (sens Strasbourg > Paris). |                      |
| | Punctul de taxare Montreuil-aux-Lions. |                      |
| 19 - Montreuil-aux-Lions | Orașe deservite: Lizy-sur-Ourcq, La Ferté-sous-Jouarre, Montreuil-aux-Lions. | RD603                |
| | Trecerea din departamentul Seine-et-Marne în departamentul Aisne. Trecerea din regiunea Île-de-France în regiunea Hauts-de-France.                                                                                   |                      |
| | Zone de odihnă: La Fontenelle (sens Paris > Strasbourg); La Talmouse (sens Strasbourg > Paris). |                      |
| 20 - Château-Thierry | Orașe deservite: Soissons, Château-Thierry, Fère-en-Tardenois. | RD1                  |
| | Zonă de servicii: Le Tardenois (în ambele sensuri). |                      |
| | Trecerea din departamentul Aisne în departamentul Marne. Trecerea din regiunea Hauts-de-France în regiunea Grand Est.                                                                                                |                      |
| | Trecerea din departamentul Marne în departamentul Aisne. Trecerea din regiunea Grand Est în regiunea Hauts-de-France.                                                                                                |                      |
| 21 - Dormans | Orașe deservite: Épernay, Fère-en-Tardenois, Fismes, Dormans. | RD980                |
| | Trecerea din departamentul Aisne în departamentul Marne. Trecerea din regiunea Hauts-de-France în regiunea Grand Est.                                                                                                |                      |
| | Zone de odihnă: Romigny (sens Paris > Strasbourg); Lhéry (sens Strasbourg > Paris). |                      |
| | Zone de servicii: Vrigny (sens Paris > Strasbourg) ; Gueux (sens Strasbourg > Paris). |                      |
| Intersecție | Nod rutier între A344, A26-nord și A4: Bruxelles, Lille, Calais, Laon, Reims-La Neuvillette, Z.I. Colbert. | A26 A344 E17         |
| 22 - Tinqueux | Orașe deservite: Soissons, Tinqueux, Reims-centru. | RN31 E46             |
| A4 E17 E50 | |                      |
| 23 - Champfleury | Orașe deservite: Épernay, Reims-sud, Gara Champagne-Ardenne TGV. | RD951 RD22           |
| Intersecție | Nod rutier între A34 și A4: Charleroi, Charleville-Mézières, Reims-est, Reims-centru. | A34 E46 E420         |
| | Zone de odihnă: L'Espérance (sens Paris > Strasbourg); La Vesle (sens Strasbourg > Paris). |                      |
| | Zonă de servicii: Reims - Champagne (în ambele sensuri). |                      |
| Intersecție | Nod rutier între A26-sud și A4: Lyon, Orléans, Troyes, Epernay, Châlons-en-Champagne-Rive Gauche. | A26 E17              |
| A4 E50 | |                      |
| 24 - La Veuve | Orașe deservite: Vitry-le-François, Châlons-en-Champagne-centru, Châlons-en-Champagne-Saint-Martin, Mourmelon-le-Grand.                                                                                              | RN44 RD21 RD944      |
| 25 - Saint-Étienne-au-Temple                                                                                                | Orașe deservite: Charleville-Mézières, Châlons-en-Champagne-centru, Châlons-en-Champagne-Mont Bernard, Suippes. | RD977                |
| | Zone de odihnă: Le Mont de Charme (sens Paris > Strasbourg); La Noblette (sens Strasbourg > Paris). |                      |
| | Zone de servicii: Valmy - Orbéval (sens Paris > Strasbourg); Valmy - le Moulin (sens Strasbourg > Paris). |                      |
| 26 - Sainte-Menehould | Orașe deservite: Bar-le-Duc, Vitry-le-François, Vouziers, Sainte-Menehould. | RD982                |
| | Viaductul peste Aisne. |                      |
| | Zonă de odihnă: La Fontaine d'Olive (în ambele sensuri). |                      |
| | Trecerea din departamentul Marne în departamentul Meuse. |                      |
| 27 - Clermont-en-Argonne | Oraș deservit: Clermont-en-Argonne. | RD998                |
| | Zone de odihnă: Rarécourt (sens Paris > Strasbourg); Jubécourt (sens Strasbourg > Paris). |                      |
| | Limitare la 130 km/h (sens Paris > Strasbourg). |                      |
| 28 - Voie Sacrée | Orașe deservite: Bar-le-Duc, Verdun, Saint-Mihiel, Gara Meuse TGV. | RD1916               |
| | Zone de odihnă: La Rouge Haie (sens Paris > Strasbourg) ; Les Genièvres (sens Strasbourg > Paris). |                      |
| | Viaductul peste Meuse. |                      |
| 29 - Verdun | Orașe deservite: Verdun, Saint-Mihiel (nod rutier parțial). | RD964                |
| | Zonă de servicii: Verdun - Saint-Nicolas (în ambele sensuri). |                      |
| 30 - Fresnes-en-Woëvre | Orașe deservite: Longwy, Pont-à-Mousson, Lac de Madine et étangs de Pannes, Étain. | RD908                |
| | Zone de odihnă: L'Épinotte (sens Paris > Strasbourg) ; Le Bois de la Ronce (sens Strasbourg > Paris). |                      |
| | Trecerea din departamentul Meuse în departamentul Meurthe-et-Moselle. |                      |
| | Zone de odihnă: Le Bois Saint-Martin (sens Paris > Strasbourg); Le Bois de Labry (sens Strasbourg > Paris). |                      |
| 31 - Jarny | Orașe deservite: Briey, Jarny. | RD603                |
| | Punctul de taxare Beaumont. |                      |
| | Trecerea din departamentul Meurthe-et-Moselle în departamentul Moselle. |                      |
| 32/32a/32b - Batilly - Sainte-Marie                                                                                         | Orașe deservite: Auboué, Homécourt, Ars-sur-Moselle, Sainte-Marie-aux-Chênes, Z.I. Batilly. | RD181a               |
| | Zonă de servicii: Metz - Saint-Privat (în ambele sensuri). |                      |
| 33 - Marange-Silvange | Orașe deservite: Rombas, Marange-Silvange. | RD652                |
| De la ieșirea 33 la A315; secțiune gratuită concesionată către Sanef.                                                       | |                      |
| 34 - Semécourt | Orașe deservite: Amnéville, Woippy, Maizières-lès-Metz, Semécourt, Walygator Grand Est. | RD112f RD652         |
| Intersecție | Nod rutier între A31 și A4: Nancy, Metz-centru, Luxemburg, Longwy, Thionville. | A31 E21 E25          |
| A4 E25 E50 | |                      |
| | Pod peste canalul Minelor Moselle. |                      |
| | Pod peste Moselle. |                      |
| 35 - Argancy | Orașe deservite: Ennery, Argancy. | RD1                  |
| | Zone de odihnă: La Crouée (sens Paris > Strasbourg); Charly-Oradour (sens Strasbourg > Paris). |                      |
| Intersecție | Nod rutier între A315 și A4: Château-Salins, Metz-est, Metz-Technopôle, Metz-Actipôle (nod rutier parțial). | A315                 |
| De la A315 la ieșirea 39; secțiune cu taxă în sistem deschis, concesionată către Sanef.                                     | |                      |
| Intersecție | Nod rutier între A314 și A4: Nancy, Metz (nod rutier parțial). | A314                 |
| | Zonă de odihnă: Landonvillers (nod rutier parțial). |                      |
| 36 - Boulay | Orașe deservite: Boulay-Moselle, Bouzonville, Faulquemont. | RD19                 |
| | Zone de odihnă: Brouck (sens Paris > Strasbourg); Narbéfontaine (sens Strasbourg > Paris). |                      |
| | Zone de servicii: Longeville (sens Paris > Strasbourg); Longeville-lès-Saint-Avold (sens Strasbourg > Paris). |                      |
| | Punctul de taxare Saint Avold. |                      |
| 37 - Saint-Avold | Orașe deservite: Saarlouis, Saint-Avold, Creutzwald, Carling. | RD633                |
| Intersecție | Nod rutier între A320 și A4: Saarbrücken, Forbach, Freyming-Merlebach. | A320 E50             |
| 38 - Freyming | Oraș deservit: Freyming-Merlebach (nod rutier parțial). | RD603                |
| A4 E25 | |                      |
| | Limitare la 110 km/h (sens Strasbourg > Paris). |                      |
| 39 - Farébersviller | Oraș deservit: Farébersviller. |                      |
| De la ieșirea 39 la D1340 (ieșirea 47); secțiune cu taxă în sistem închis, concesionată către Sanef.                        | |                      |
| | Punctul de taxare Loupershouse. |                      |
| 40 - Puttelange | Orașe deservite: Puttelange-aux-Lacs, Loupershouse (nod rutier parțial). | RD30                 |
| | Zone de odihnă: Grundviller (sens Paris > Strasbourg); de Petite Hambach (sens Strasbourg > Paris) |                      |
| 41 - Hambach | Orașe deservite: Sarreguemines, Sarralbe. | RD661                |
| | Trecerea din departamentul Moselle în departamentul Bas-Rhin. |                      |
| | Zonă de servicii: Keskatel (în ambele sensuri). |                      |
| 42 - Sarre-Union | Orașe deservite: Drulingen, Diemeringen, Sarralbe, Sarre-Union. | RD1061               |
| | Zone de odihnă: Eywiller (sens Paris > Strasbourg); Berg (sens Strasbourg > Paris). |                      |
| | Trecerea din departamentul Bas-Rhin în departamentul Moselle. |                      |
| | Zone de odihnă: Katzenkopf (sens Paris > Strasbourg); Schalbach (sens Strasbourg > Paris). |                      |
| 43 - Phalsbourg | Orașe deservite: Nancy, Lunéville, Sarrebourg, Phalsbourg. | RN4 RD604            |
| | Trecerea din departamentul Moselle în departamentul Bas-Rhin. |                      |
| | Zone de odihnă: Danne (sens Paris > Strasbourg) ; Quatre Vents (sens Strasbourg > Paris). |                      |
| | Zone de servicii: Saverne - Monswiller (sens Paris > Strasbourg) ; Saverne - Eckartswiller (sens Strasbourg > Paris).                                                                                                |                      |
| 44 - Saverne | Orașe deservite: Molsheim, Bouxwiller, Saverne, Hochfelden. | RD1404               |
| | Zone de odihnă: Lienbach (sens Paris > Strasbourg) ; Gottesheim (sens Strasbourg > Paris). |                      |
| | Punctul de taxare Schwindratzheim. |                      |
| 45 - Hochfelden | Oraș deservit: Hochfelden. | RD100                |
| Intersecție | Nod rutier între D1340 și A4: Haguenau (nod rutier parțial). | RD1340               |
| 46 - Z.I. Brumath | Orașe deservite: Haguenau, Z.I. Brumath. | RD421                |
| De la D1340 (ieșirea 46) la ieșirea 48; secțiune gratuită concesionată către Sanef.                                         | |                      |
| | Zonă de servicii: Brumath (în ambele sensuri). |                      |
| 47 - Vendenheim | Orașe deservite: Vendenheim, Brumath. | RD263                |
| Intersecție | Nod rutier între A35, A355 și A4: Ludwigshafen am Rhein, Karlsruhe, Lauterbourg, Hœrdt. | A35 A355             |
| 48 - Reichstett | Orașe deservite: Vendenheim, Mundolsheim, Reichstett. | M63                  |
| A4 E25 | |                      |
| De la ieșirea 48 la M35; secțiune gratuită cu statut de drum expres, administrată de Eurometropola Strasbourg.              | |                      |
| M35 E25 | |                      |
| | Limitare la 110 km/h (în ambele sensuri). |                      |
| 49 - Hoenheim | Orașe deservite: Hoenheim, Niederhausbergen, Souffelweyersheim (nod rutier parțial). |                      |
| 50 - Bischheim | Orașe deservite: Bischheim, Schiltigheim, Mittelhausbergen. |                      |
| 51 - Strasbourg-centre | Orașe deservite: Strasbourg-centru, Strasbourg-Avenue des Vosges, Strasbourg-Robertsau, Instituțiile Europene (nod rutier parțial).                                                                                  | M263                 |
| M35 E25 | |                      |